# 德拉馬爾 (愛達荷州)
德拉馬爾（英語：De Lamar）是位於美國愛達荷州奧懷希縣的一個鬼鎮。由於此地已於20世紀被荒廢，本地已無人居住。

## 地理
德拉馬爾的座標為43°01′28″N 116°49′53″W / 43.02444°N 116.83139°W，而該地的平均海拔高度為1678米（即5463英尺）。